# Sherjill MacDonald
Sherjill Mac-Donald (nascido em 20 de novembro de 1984) é um futebolista neerlandês, que joga atualmente no KVC Westerlo.